# Коулун (град крепост)
Коулун (кантонски традиционен: 九龍城寨; опростен: 九龙城寨; на английски: Kowloon Walled City), наричан също Ограденият град и Градът на мрака, е бивш град крепост, анклав на Китай, в район Коулун, Британски Хонконг.
С население от 33 000 души към края на 1980-те години (с оценки, стигащи до 50 000 души) и площ от 0,026 km² (2,6 ha) той е най-гъсто населеното селище на Земята (1,27 млн. д./km²), преди да бъде разрушен през 1994 г. От 1950-те до 1970-те години е бил фактически под контрола на престъпните триади и е бил гнездо на проституция, хазарт и наркотици.
В днешно време на мястото му е разположен парк, като някои от сградите и артефактите са запазени.

## История

### Крепост
Историята на селището може да бъде проследена до средновековието. Първоначално възниква като малък военен лагер, под династията Сун. През 1810 г. на мястото му се построява малка крепост. През 1842 г. династията Цин предава форта на Великобритания според Нанкинския договор. Селището е завладяно за кратко от въстаници от Тайпинското въстание през 1854 г.
Според Втората пекинска конвенция от 1898 г. още територии от Хонконг се предават на Великобритания за срок от 99 години. Договорът обаче изключва града-крепост Коулун и така той остава китайски анклав, заобиколен от британски територии. По това време той има население от няколкостотин души. През 1930-те години властите в Хонконг решават да разрушат по-голямата част от разпадащите се сгради в селището. До 1940 г. остават само няколко постройки. По времето на Втората световна война, селището е окупирано от Япония. Защитната стена на крепостта е разрушена, а камъните от нея се използват за разширяването на близкото летище Кайтак.

### Градско селище
След капитулацията на Япония много бежанци се самонастаняват в цитаделата на Коулун. През 1947 г. вече 2000 души живеят тук. Великобритания се опитва неуспешно да ги изгони през 1948 г., след което решава да стои настрана по отношение на въпросите със селището Коулун. На практика, то не се управлява нито от едната, нито от другата страна, изпадайки в самоуправление. През 1950 г. избухва голям пожар, който изгаря близо 2500 жилища, домове на около 17 000 души. През следващите години селището Коулун става голямо убежище за триадите, тъй като нито Великобритания, нито Китай разполагат с юрисдикция за правоприлагане в него. Цитаделата де факто се управлява от престъпния синдикат на триадите. Едва през 1959 г., в хода на съдебен процес за убийство, станало в Оградения град, е решено, че правителството на Хонконг има юрисдикция в него. През 1950-те години селището става такава бърлога на проституция, хазарт, дрога и престъпници, че полицията влиза вътре само на групи. Чак през 1973 г. властите провеждат множество полицейски акции, в резултат на които са арестувани над 2500 души и са иззети 1800 kg дрога. През следващите години властта на триадите постепенно намалява, а през 1983 г. полицията съобщава, че нивата на престъпност в града са вече под контрол.
Селището претърпява масово строителство през 1960-те и 1970-те години. Построени са водоснабдителни тръби и е прокарано улично осветление с флуоресцентни лампи. Осем общински тръби предоставят вода на цялото селище, но не и на отделни апартаменти. От тях, само една тръба се е намирала в селището. Водата е идвала главно от кладенци, построявани от частни лица върху собствената им площ на приземните етажи, или от частни доставчици, които са изпомпвали вода от тръби, намиращи се извън града. Водоснабдяването се оказва едно от най-големите предизвикателства за Коулун – както набавянето ѝ, така и физическото и транспортиране до жилищата, а и съхранението ѝ. Тъй като градът крепост е представлявал място без закони – без данъци, такси или регулаторни органи, то става предпочитано от социално слабите, бедните или тези, целящи да избягат от ръката на закона. Въпреки особения му политически статут, той не е оставян съвсем на произвола – общината предоставя на града пощенска служба, както и сметосъбиране на около 2 тона боклук, трупащ се всеки ден. Тъй като наземните му граници вече са дефинирани, гражданите решават да строят града във височина. Множество нелицензирани строителни фирми започват изграждането на нови жилищни блокове. Те са били строени толкова натясно, че междублоковото пространство или тотално е изчезвало, или е било от порядъка на 1 – 2 метра. В резултат на неконтролираното строителство, в долната част на селището рядко е достигала слънчева светлина и постоянно е капела вода от по-горните етажи. Заради тази негова характеристика, той често е наричан „Градът на мрака“ в западните медии. Да се стои изправено на някои алеи е било невъзможно, поради многобройните снопове кабели и тръби, които са минавали отгоре. Било е възможно, обаче, да се прекоси цялата цитадела на Коулун без въобще да се слиза на приземните етажи. Въпреки че крепостните стени вече ги е нямало, градът все пак се е озовал зад бетонни стени. Към края на 1970-те и началото на 1980-те години градът достига максималната си височина – сградите не могат да имат по-голяма височина от 13 – 14 етажа, защото Коулун попада точно под коридора на кацащите самолети на летище Кайтак. Освен че ограничава височината на блоковете, близостта на летището подлага жителите на града на сериозно шумово замърсяване през последните 20 години от съществуването му. Типичното жилище в Коулун е имало площ от 23 m2, като често то е приютявало повече от един човек. Само две от 350-те сгради в Оградения град са разполагали с асансьор, което означава изтощително изкачване на стълби за онези, които живеят на горните етажи. Въпреки това, жителите на по-високите етажи са сред привилегированите хора, имащи бърз и лесен достъп до покривите на Коулун – място за отдих и по-чист въздух. Апартаментите откъм външните страни на Коулун или откъм вътрешния двор на ямена също са били за предпочитане, предоставяйки светлина и въздух на обитателите им. Повечето домове, обаче, са имали прозорци, гледащи към други блокове, като много често прозорците дори не са имали място да се отворят напълно.
Свързването към електрическата мрежа на Хонконг се осъществява с много трудности през 1977 г. Все пак, светлината тук не е достатъчна. Повечето алеи са били много мрачни, в най-добрия случай осветени в тъмнозелено. По време на силни дъждове най-ниските улици са се наводнявали редовно. Сред влагата са живеели съвсем необезпокоявано мишки и други вредители. Хигиената на оградения град е била на ужасно ниво в сравнение с останалата част на Хонконг. Лошите хуманитарни условия по-късно стават една от основните причини за събарянето на селището. Зависимите от хероин, както и разпространителите му, са били много. През 1980-те години британската мисионерка Джаки Пулинджър отваря център за рехабилитиране на наркомани в сърцето на „Града на мрака“. Градът крепост, също така, е граничил на юг и на запад с малко, двуетажно, също толкова претъпкано селце (Сай Тау Цуен), което бива разрушено през 1985 г. и заменено с паркове и игрища.
Въпреки престъпната слава на Оградения град, повечето хора в него не са се занимавали с престъпни дейности. Тук са работили много нелицензирани зъболекари, защото са можели да предлагат услугите си евтино и без да имат диплома – занаятът им се е предавал по семейна линия. В резултат на това, те се радват на голям успех. Въобще в града крепост са работили множество цехове и работилници, които са целели избягването на такси или глоби. Например, консумацията на кучешко месо в Хонконг е била забранена, но в Оградения град е имало ресторанти, които са се специализирали в това. Също така, много външни компании са внасяли продукти от селището, защото са били изключително евтини. Голям брой от фабриките са произвеждали фалшиви стоки, реплики на оригинални марки. Работниците, обаче, са работили на много дълги смени в изключително тежки условия. Имало е училище, медицински възли и религиозни общества.

### Разрушаване
Подписването на Китайско-британската обединена декларация през 1984 г. връща Хонконг на Китай. Това полага основите за разрушаването на селището. През 1987 г. правителствата на Китай и Великобритания взимат решение да разрушат Оградения град, като предоставят парични обезщетения на гражданите. Много от тях, обаче, не са доволни и отказват да напуснат жилищата си. Впоследствие, те биват изселени насила в периода ноември 1991 г. – юли 1992 г. Събарянето на постройките започва на 23 март 1993 г. и привършва през април 1994 г. Веднага след това започва работа по създаването на парк на освободеното място. Яменът и южният портал на града са запазени и са обявени за паметници на Хонконг на 4 октомври 1996 г.

### Парк
Мястото на бившия град Коулоун днес е заето от парк. Той е завършен през август 1995 г. и е официално открит на 22 декември същата година. Строежът на парка струва общо 76 милиона хонконгски долара.
Паркът е проектиран по модел на градините от ранната династия Цин. Разделен е на осем части, като възстановеният ямен е в центъра. Пътеките и павилионите на парка са кръстени на улиците и сградите в бившия град. Артефакти от крепостта, като например пет камъка с надписи и три стари кладенеца, също са изложени в парка. Департаментът на хонконгското правителство, отговорен за строежа на парка, печели престижна награда за делото си.

## Култура
Въпреки тежките условия в града крепост, жителите му сформират тясна общност, в която хората си помагат един на друг. В семействата майките обикновено са се грижили за домакинските работи, а бабите са се грижили за внуците си, както и за децата на другите. Покривите на блоковете са били важно социално място, особено за жителите на по-горните етажи. Там родителите са си почивали, докато децата са си играели или са пишели домашни. През 1963 г. в града е създадена асоциация, целяща да служи на жителите на Оградения град чрез общи усилия за по-добри условия.
Яменът в сърцето на града крепост също е бил важно социално място. Това е било място за приказка, чаша чай или гледане на телевизия. Имало е и малки храмове за изповядващите християнство, будизъм, даоизъм или анимизъм.

## Коулун в популярната култура
Уилям Гибсън използва обстановката на Коулун в своята трилогия „Бридж“.
Части от филма „Кървав спорт“ (1988) са заснети в Коулун. Квартал във филма „Батман в началото“ е също вдъхновен от „Оградения град“.
Селището Коулун също така съществува като място във видеоигрите Call of Duty: Black Ops (2010), Shadowrun: Hong Kong (2015), Kowloon's Gate (1997) и Shenmue II (2001).
През 2009 г. в град Кавасаки, Япония отваря врати парк, в който са пресъздадени части от „Оградения град“. Целта на парка е да пресъздаде и симулира атмосферата на селището за посетителите.